# Polypodium intermedium
Polypodium intermedium är en stensöteväxtart. Polypodium intermedium ingår i släktet Polypodium och familjen Polypodiaceae.

## Underarter
Arten delas in i följande underarter:
- P. i. intermedium
- P. i. masafueranum